# Dolice
Dolice è un comune rurale polacco del distretto di Stargard Szczeciński, nel voivodato della Pomerania Occidentale.
Ricopre una superficie di 237,13 km² e nel 2005 contava 8 196 abitanti.